# Sint-Wendelinuskerk (Wallerode)

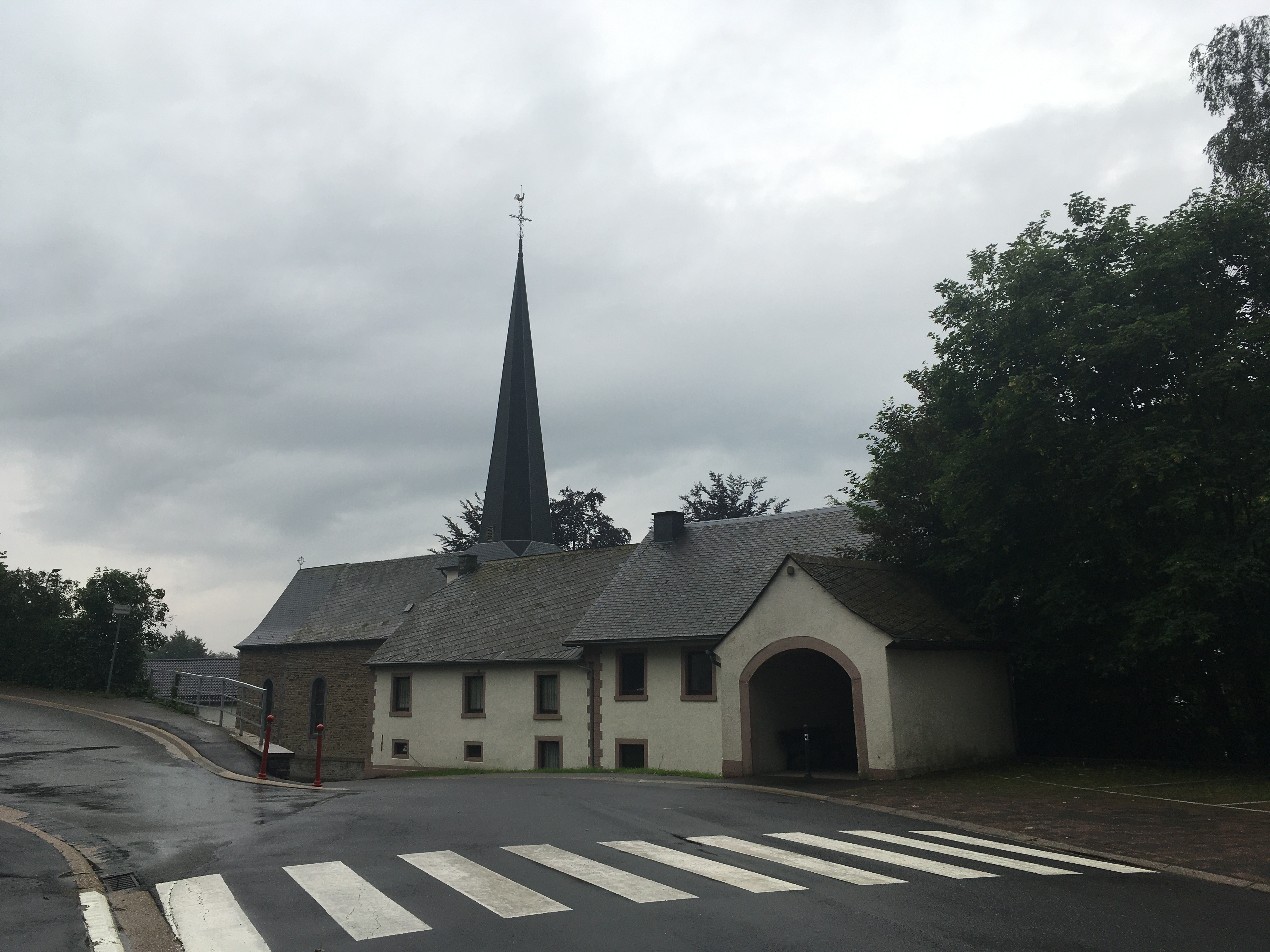
Sint-Wendelinuskerk op de achtergrond.

De Sint-Wendelinuskerk is de parochiekerk van het tot de Luikse gemeente Sankt Vith behorende dorp Wallerode, gelegen aan Oberstraße 1.

## Gebouw
De kerk is gebouwd in 1754, maar de voorgebouwde toren is 17e-eeuws en stamt van de voorloper van deze kerk. Het is een eenbeukig kerkgebouw, opgetrokken in breuksteen.

## Interieur
In het gewelf van de kerk bevindt zich het wapenschild van de familie Von Baring-Von Montigny, bewoners van het Slot Wallerode in 1754. De kerk bezit een altaar uit de barok van 1788, gewijd aan de veertien noodhelpers. De beelden daarvan werden in de negentiende eeuw door nieuwe vervangen. Verder is er het hoofdaltaar, dat in neobyzantijnse stijl werd uitgevoerd en van omstreeks 1900 is. De Preekstoel toont niet de vier Evangelisten, maar vier kerkvaders, en wel Hieronymus, Augustinus, Ambrosius en Gregorius.
Naast het hoofdaltaar bevindt zich een negentiende-eeuws beeld van de heilige Wendelinus.